# Association des sports et comité national olympique des Samoa
L'Association des sports et comité national olympique des Samoa (en anglais Samoa Association of Sports and National Olympic Committee, SASNOC) est le comité national olympique des Samoa fondé en 1983 et reconnu la même année par le CIO.